# Цберг, Беат
Беат Цберг (нем. Beat Zberg, род. 10 мая 1971 в Альтдорфе, Швейцария) — швейцарский профессиональный шоссейный велогонщик. Чемпион Швейцарии в групповой (2007) и индивидуальной гонке на время (1998). Участник летних Олимпийских игр 1996 года.
Брат велогонщиков Луции Цберг и Маркуса Цберга.

## Победы
| 1991 - Чемпионат мира, любители, групповая гонка — 3-е место - Гран-при Вильгельма Телля — этап 8 и 2-е место в общем зачёте 1992 - Этуаль де Бессеж - Трофей Маттеотти - Джиро делла Романья - Гран-при кантона Цюрих 1993 - Джиро дель Пьемонте 1994 - Вуэльта Астурии — этап 2 1995 - Трофей Кальвиа - Вуэльта Астурии — этап 6 и генеральная классификация - Тур Романдии — этап 1 1996 - Чемпионат Швейцарии, групповая гонка — 2-е место - Тур Берна - Круг башни Хеннингер - Гран-при Вильгельма Телля — этап 1 1997 - Восхождение на Уркиолу - Кубок Плаччи - Мемориал Йозефа Фёгели - Джиро дель Мендризио | 1998 - Чемпион Швейцарии в индивидуальной гонке на время - Тур Австрии — пролог и генеральная классификация - Мемориал Йозефа Фёгели 2001 - Вуэльта Испании — этап 13 - Гран-при Винтертура 2002 - Тур Страны Басков — этап 1 2003 - Неделя Каталонии — этап 2 2004 - Тур Страны Басков — этап 2 - Неделя Каталонии — этап 2 2005 - Кур — Ароза 2006 - Гран-при кантона Аргау - Тур Баварии — этап 4 и 2-е место в общем зачёте 2007 - Чемпион Швейцарии в групповой гонке - Тур Эна — этап 1 |

## Статистика выступлений наГранд Турах
| Гранд Тур | 1994 | 1995 | 1996 | 1997 | 1998 | 1999 | 2000 | 2001 | 2002 | 2003 | 2004 | 2005 | 2006 |
| --------- | ---- | ---- | ---- | ---- | ---- | ---- | ---- | ---- | ---- | ---- | ---- | ---- | ---- |
| Джиро     | -    | -    | 12   | -    | -    | -    | -    | -    | -    | -    | -    | -    | -    |
| Тур       | 27   | 19   | сход | 11   | 40   | 109  | -    | -    | 27   | -    | -    | 93   | сход |
| Вуэльта   | -    | -    | -    | -    | -    | -    | -    | 31   | -    | 77   | -    | -    | -    |